# Famille Vander Borcht
Cette page explique l’histoire ou répertorie les différents membres de la famille Vander Borcht.
Pour les articles homonymes, voir Van der Borcht.

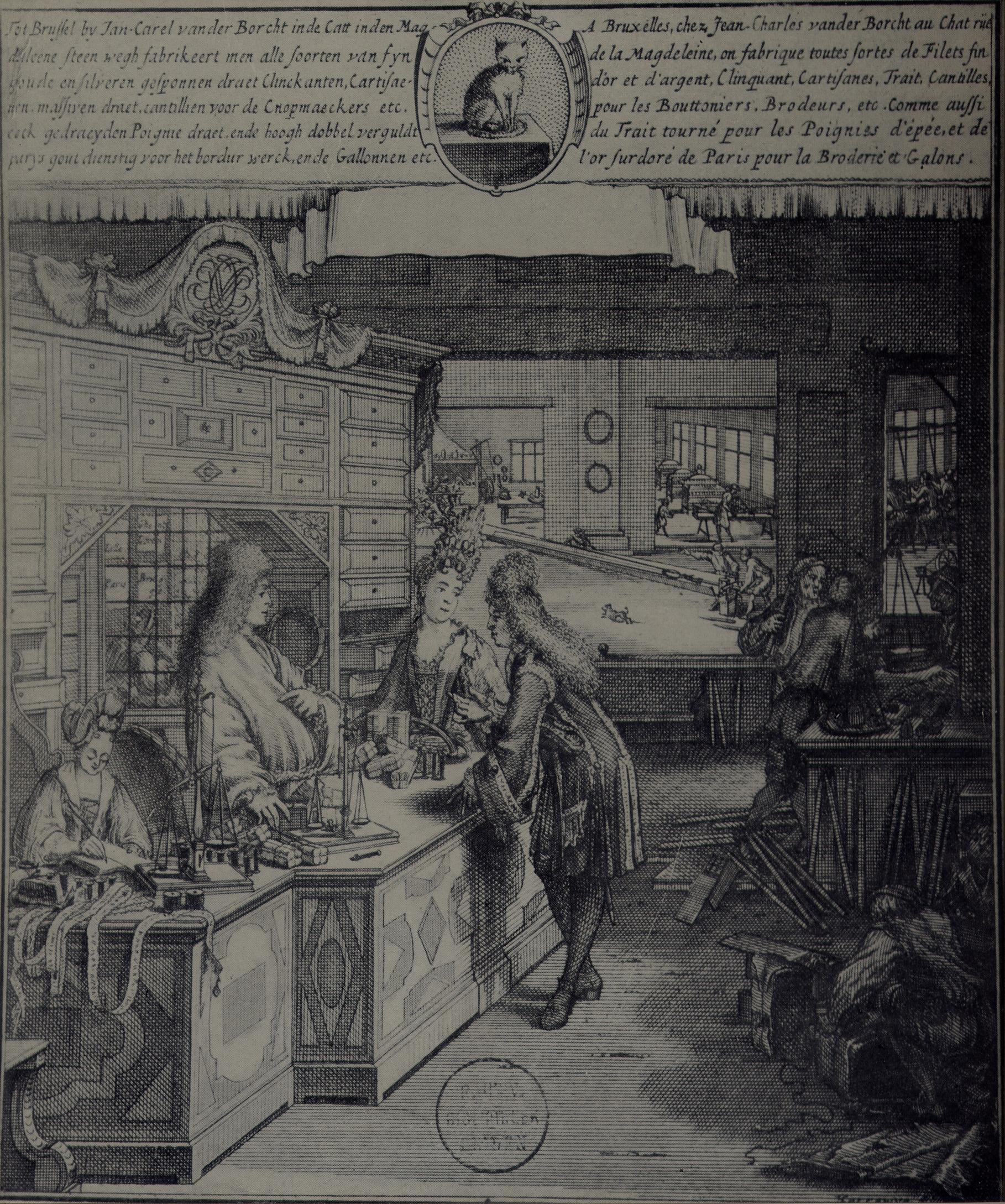
Jean-Charles Vander Borcht (1668-1735), Conseiller et Maître Général des Monnaies, représenté dans sa Manufacture de fils d'or et d'argent rue de la Madeleine, actuel no 59, "au Chat". (gravure par Jacques Harrewyn, 1694.)

La famille Vander Borcht (vander Borcht ou van der Borcht), est une ancienne famille bourgeoise de Bruxelles, qui serait issue de la famille des échevins bruxellois Loenijs dit vander Borcht possessionnés à Schaerbeek.

## Personnalités de cette famille
- Jean-Charles Vander Borcht (1668-1735), conseiller et maître général des Monnaies.
- Petrus Vander Borcht (1676-1739), poète néolatin, poeta laureatus.
- Nicolas Vander Borcht et son épouse Joanna Zeghers offrirent la statue armoriée de Saint-Jean de l'église de la Chapelle de Bruxelles[2].
- Élisabeth Vander Borcht, fille de Jean-Charles, épouse de Jean-Joseph d’Abremes, écuyer, Prévôt général des Armées, parents de l'historien Jean-Charles d'Abremes.
- Henri-Joseph Vander Borcht, doyen de la corporation des brasseurs, baptisé à Sainte-Gudule le 30 octobre 1737, fils de Jean-Baptiste vander Borcht et de Marie-Christine Tresca née à Lille d'une famille de négociants originaire de Turin, épousa en l'église de Saint-Nicolas, avec dispense de consanguinité au troisième degré canonique, le 26 juillet 1766, Anne-Marie-Françoise van Dievoet, baptisée à Saint-Nicolas le 4 novembre 1744, morte à Bruxelles le 15 juin 1782 et enterrée dans l'église de Saint-Géry, fille de Jean-Baptiste van Dievoet et d'Élisabeth van der Meulen, et petite fille de Jean-Baptiste van Dievoet et Anne Vander Borcht sœur de Jean-Charles Vander Borcht (1668-1735), conseiller et maître général des Monnaies.

- Anne-Marie Vander Borcht, épouse de Jacques-Dominique t'Kint, jurisconsulte et avocat au Conseil de Brabant, nommé procureur général par les États de Brabant, membre dirigeant de la révolution brabançonne, né à Bruxelles le 27 juillet 1757 et mort dans sa ville natale le 8 juillet 1827.
- Marie-Magdeleine Vander Borcht (1771-1837), épouse de Henri-Joseph Meeûs (1763-1849), maître brasseur et officier dans les troupes de Henri van der Noot.
- Marie-Thérèse Vander Borcht épouse de François-Joseph Meeûs (1765-1821), commandeur de l'ordre du Lion néerlandais, parents du comte (1836) Ferdinand de Meeûs (1799-1861), gouverneur de la Société Générale de Belgique.
- Marie-Marguerite Vander Borcht, née en 1803, épousa Jean-Baptiste Dansaert, né en 1801.

## Armoiries
- Statue de saint armoriée dans l'église de la Chapelle

| Armoiries de la famille Vander Borcht | Armoiries de la famille Vander Borcht |
| ------------------------------------- | --- |
|                                       | Blasonnement : de gueules au lion d'argent armé et lampassé d'or, tenant entre ses pattes une tour d'argent crénelée et ouverte de sable. L'écu sommé d'un casque d'argent, grillé et liséré d'or. Lambrequins: de gueules et d'argent. Cimier : la tour de l'écu dans un vol à l'antique de sable. Tenants : à dextre un ange au naturel, à senestre un lion au naturel. Devise: Cœur qui sait se vaincre est fort comme mon château (Castra qui se vincit). |

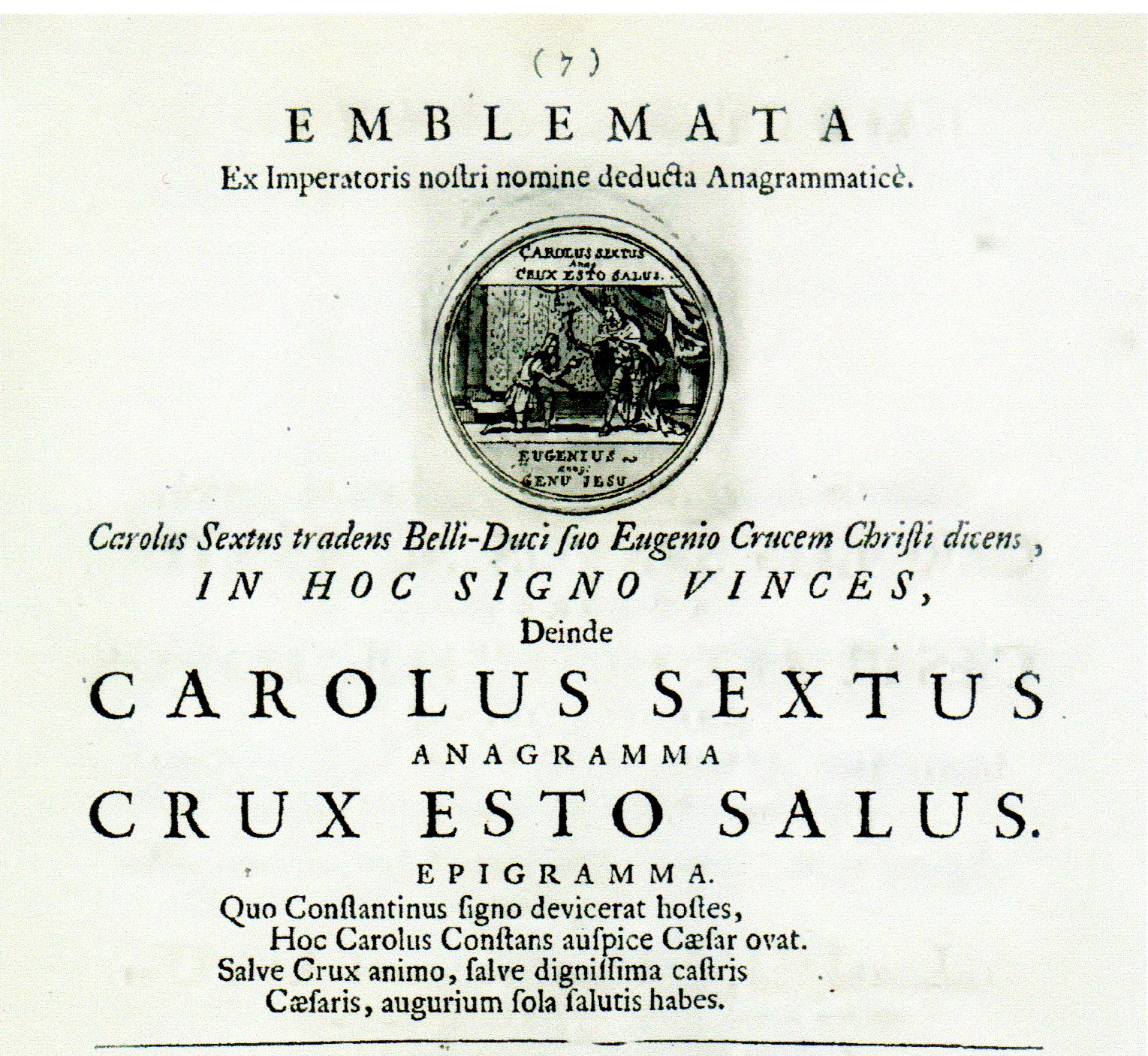
Exemple d'un "Emblème" tiré du livre de Petrus Vander Borcht, Applausus chronographicus, Bruxelles, 1717, p. 7.

## Familles alliées
Admirael ;
d'Abremes ;
van Assche ;
Bayens ;
van Cutsem ;
 Dansaert ; 
 van Dievoet ;
Hens ;
de Landre ;
Leleux ;
 t'Kint ;
 Meeûs ;
Peri ;
de Roos ;
Tresca ;
Waefelaerts ;
de Witte

## Pour approfondir